# 科尔博诺
科尔博诺（法語：Corbonod，法語發音：[kɔʁbɔno]）是法国东部安省的一个市镇，属于贝莱区。

## 地理
科尔博诺（45°58'11"N, 5°48'37"E）面积31.59 平方千米，位于法国奥弗涅-罗讷-阿尔卑斯大区安省，该省份为法国东部省份，北起汝拉省，西北接索恩-卢瓦尔省，西接罗讷省和里昂大都会，南至伊泽尔省，东与萨瓦省、上萨瓦省和瑞士接壤。
与科尔博诺接壤的市镇（或旧市镇、城区）包括：昂格勒福尔、沙奈、塞塞勒、巴西、塞塞勒、瓦尔罗梅地区阿尔维耶尔、上瓦尔罗梅。

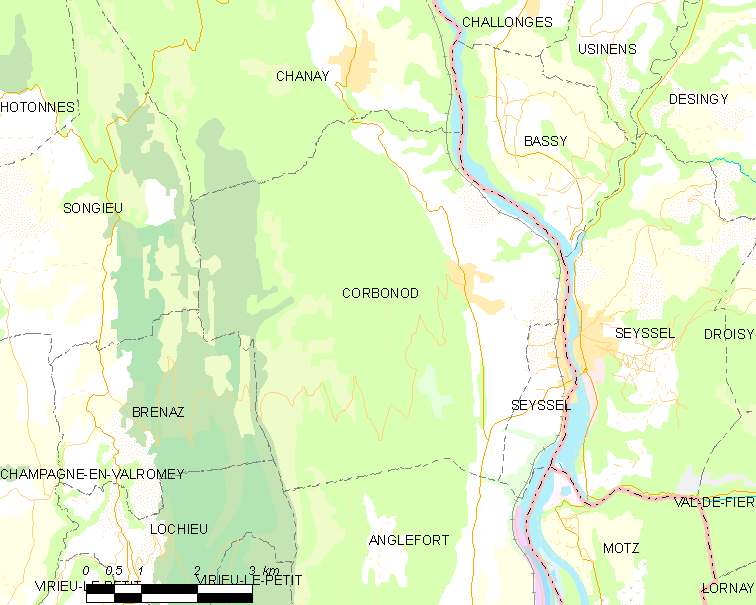
科尔博诺的OSM定位图

科尔博诺的时区为UTC+01:00、UTC+02:00（夏令时）。

## 行政
科尔博诺的邮政编码为01420，INSEE市镇编码为01118。

## 政治
科尔博诺所属的省级选区为普拉托多特维尔县。

## 人口

1962-2008年间科尔博诺人口变化图示

科尔博诺于2022年1月1日时的人口数量为1315人。